# II. Jarimlím
II. Jarimlím (ja-ri-im-li-im, Jarīm-Līm, Jarimlim, Yarimlim, Yarím-Lim) a Halap-központú Jamhad királya volt i. e. 1761 után (középső kronológia, rövid kronológia szerint 1701) után. Ifjabb fia I. Hammurapinak, öccse I. Abbánnak.
II. Jarimlím hozzájárult Jamhad hatalmának meggyengüléséhez, mivel polgárháborút kezdeményezett bátyja ellen. A harcok eredményeképp megegyezés született arról, hogy Jamhad hatalma alá rendelt territóriumot kap, ekkor szerepel először a dokumentumokban a Mukis kifejezés. Mukis Alahtum várost és környékét, azaz Jamhad teljes déli részét jelentette. Az alalahi VII. számú kultúrréteg palotáját általában az ő nevéhez kapcsolják.
I. Abbán ismeretlen időben, valamikor a tizedik uralkodási éve után meghalt, és a jamhadi trónt II. Jarimlím foglalta el.

## Külső hivatkozások
| Előző uralkodó: I. Abbán | Jamhad királya i. e. 1770 – 1765 vagy i. e. 1716 – 1701 | Következő uralkodó: I. Níkmepa |

| Előző uralkodó: a territórium kialakulása | Mukis királya i. e. 1760 körül | Következő uralkodó: nincs (később Ammitakum) |